# Рокволл (Техас)
Рокволл (англ. Rockwall) — місто (англ. city) в США, в окрузі Рокволл штату Техас. Населення — 47 251 особа (2020).

## Географія
Рокволл розташований за координатами 32°55′9″ пн. ш. 96°26′17″ зх. д. / 32.91917° пн. ш. 96.43806° зх. д. (32.919182, -96.438135).  За даними Бюро перепису населення США в 2010 році місто мало площу 73,08 км², з яких 71,68 км² — суходіл та 1,40 км² — водойми. В 2017 році площа становила 77,25 км², з яких 75,96 км² — суходіл та 1,29 км² — водойми.

## Демографія
Згідно з переписом 2010 року, у місті мешкало 37 490 осіб у 13 212 домогосподарствах у складі 10 109 родин. Густота населення становила 513 осіб/км².  Було 13957 помешкань (191/км²).
Расовий склад населення:
| - 82,4 % — білих - 5,9 % — чорних або афроамериканців - 3,0 % — азіатів - 0,6 % — корінних американців - 0,1 % — вихідців з тихоокеанських островів - 5,7 % — осіб інших рас |

До двох чи більше рас належало 2,2 %. Частка іспаномовних становила 16,6 % від усіх жителів.
За віковим діапазоном населення розподілялося таким чином: 29,3 % — особи молодші 18 років, 60,1 % — особи у віці 18—64 років, 10,6 % — особи у віці 65 років та старші. Медіана віку мешканця становила 36,4 року. На 100 осіб жіночої статі у місті припадало 95,7 чоловіків;  на 100 жінок у віці від 18 років та старших — 92,5 чоловіків також старших 18 років.
Середній дохід на одне домашнє господарство  становив 101 479 доларів США (медіана — 88 810), а середній дохід на одну сім'ю — 114 221 долар (медіана — 100 328). Медіана доходів становила 66 957 доларів для чоловіків та 49 583 долари для жінок. За межею бідності перебувало 6,4 % осіб, у тому числі 7,7 % дітей у віці до 18 років та 2,5 % осіб у віці 65 років та старших.
Цивільне працевлаштоване населення становило 19 710 осіб. Основні галузі зайнятості: освіта, охорона здоров'я та соціальна допомога — 23,5 %, роздрібна торгівля — 12,2 %, виробництво — 11,0 %, науковці, спеціалісти, менеджери — 10,9 %.